# San Candido (legione tebea)
Candido, in latino Candidus (... – Agauno, 287), è stato un militare romano della legione tebea, martire cristiano, venerato come santo dalla Chiesa cattolica.

## Agiografia e culto

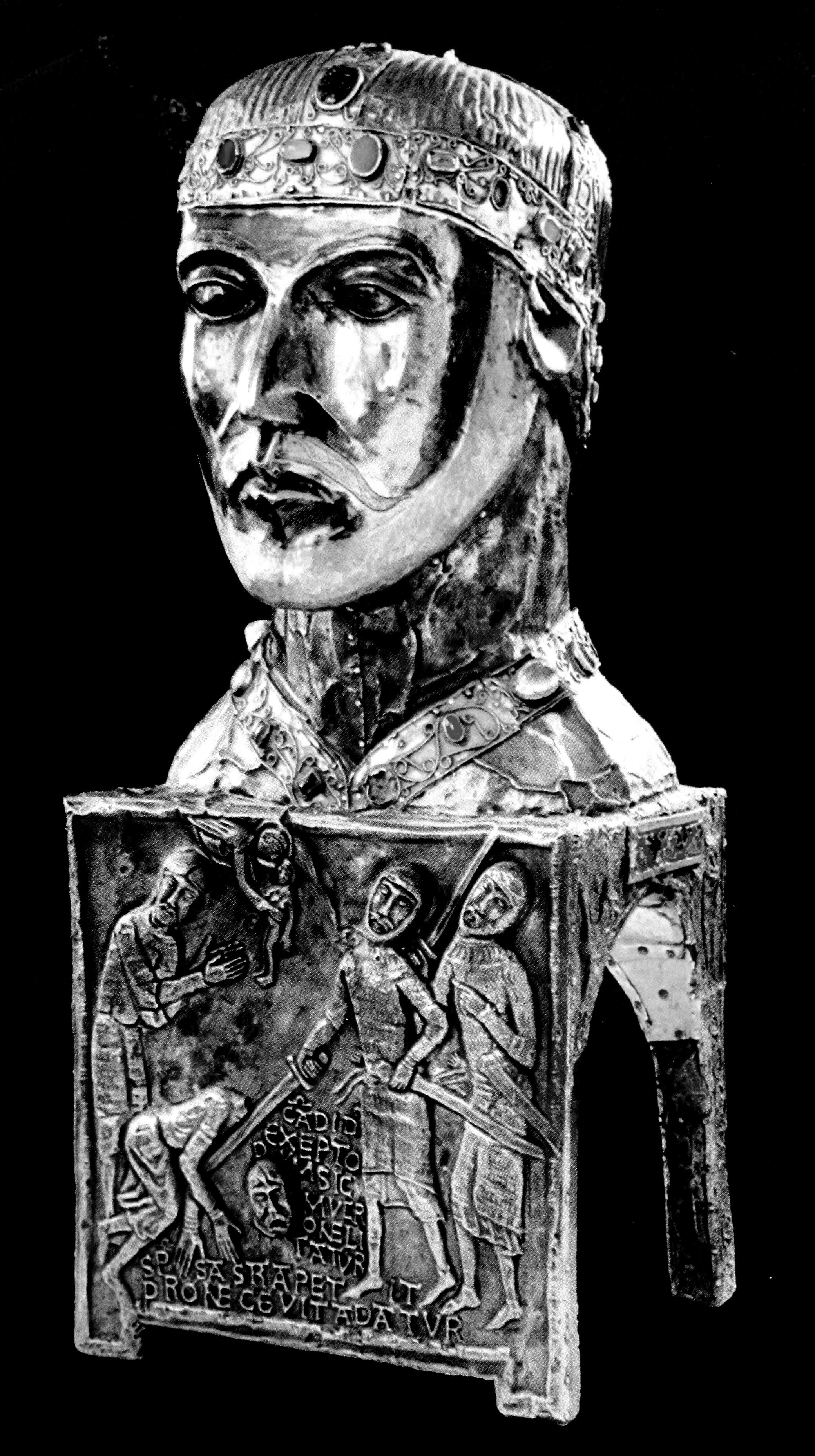
Il reliquiario di san Candido

Secondo gli scritti di sant'Eucherio, vescovo di Lione (434), Candido sarebbe stato un comandante della Legione Tebea, che era composta di cristiani provenienti dall'Egitto. La Legenda Aurea afferma: "E l'uomo nobile, Maurizio, fu duca di questa santa legione, e quelli che governavano sotto di lui, erano nominati Candido, Innocenzo, Esuperio, Vittore e Costantino, tutti questi sono stati i capitani". 
Candido viene chiamato senator militum di Maurizio o ufficiale di stato maggiore. Si oppose Massimiano, che gli aveva ordinato di perseguitare i cristiani locali in suo nome, affermando che "noi siamo i tuoi soldati, ma siamo anche servitori del vero Dio. Non possiamo rinunciare a Colui che è il nostro Creatore e Maestro, e anche il vostro, anche se si rifiuta Lui".
Candido, insieme a Maurizio, gli altri ufficiali di stato maggiore e 6.600 soldati, si dice sia stato martirizzato nella città svizzera di Saint Maurice-en-Valais, che allora si chiamava Agaunum. La sua festa è 22 settembre.
Reliquie di san Candido sono state conservate in un reliquiario del VI secolo, nell'abbazia di San Maurizio.
Nella chiesa di San Candido a Murisengo, sono presenti le reliquie del martire tebeo, traslate nel 1754 nella parrocchia di S. Antonio Abate in Murisengo, e ivi ritornate — in parte — nel 1883 quando la frazione divenne parrocchia autonoma. Questa presenza è attestata già dal XVI secolo.

## San Candido di Fucecchio

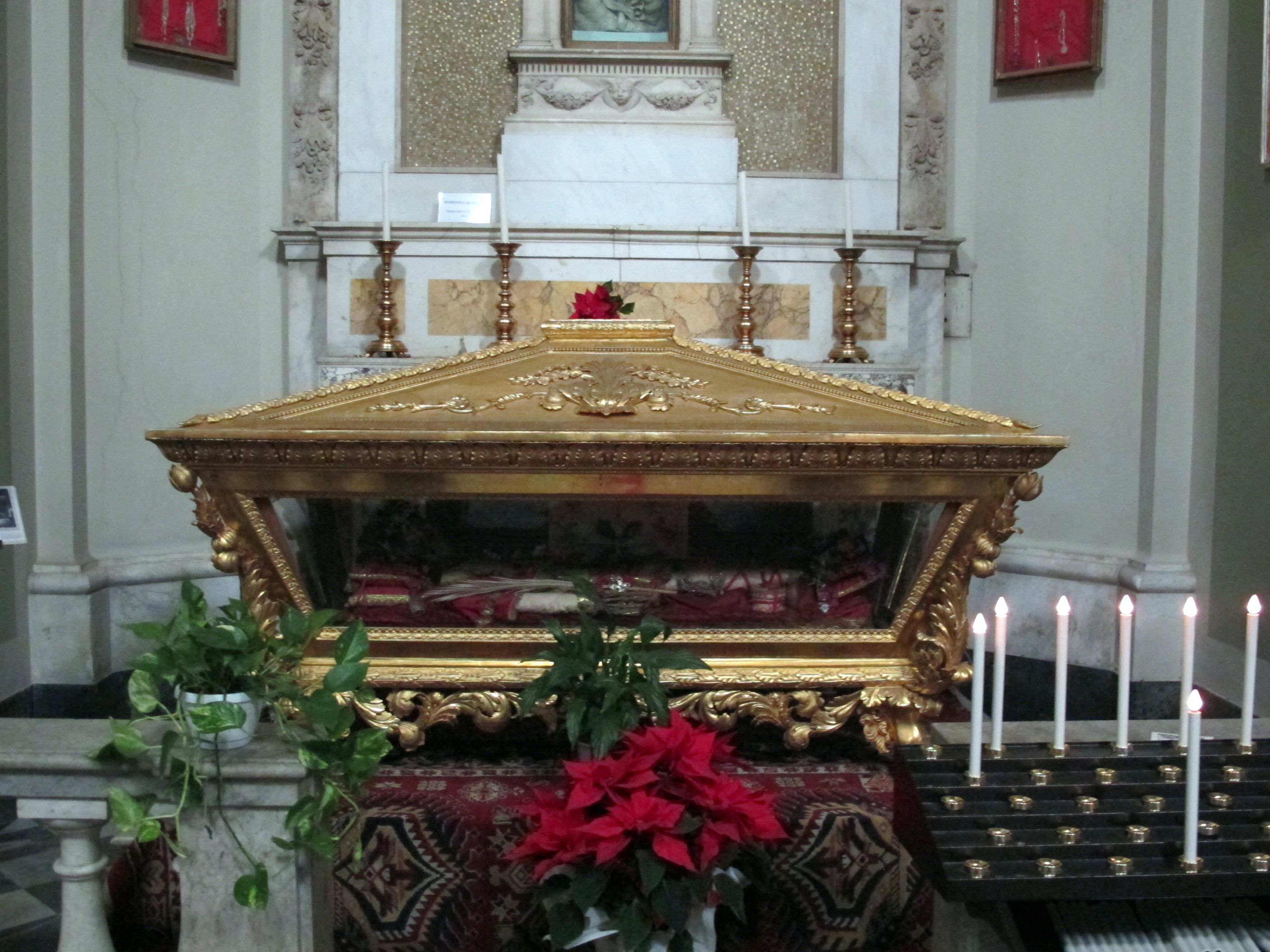
Teca contenente le ossa e il vaso di sangue di san Candido martire romano, dono nel 1665 del card. Carafa alla Collegiata di Fucecchio, di cui è patrono

Nella chiesa Collegiata di Fucecchio, è venerato un martire romano che è chiamato come il martire tebeo, ma che in realtà è un corpo santo. La questione è chiarita dalla circostanza che consegnando le reliquie il cardinale Carlo Carafa della Spina consegnò anche il vaso di sangue, segno che quelle ossa erano state estratte dalle catacombe romane ed erano di un martire, quindi furono definite di un tebeo solo successivamente. Sembra che questo fosse dovuto alla volontà di dare una storia ad ossa delle quali non si sapeva nulla se non che erano di un martire. In questa analisi è anche interessante l'affermazione: "Poiché la festa di S. Candido cade il 3 ottobre". Resta così il dubbio di quale san Candido si tratti, poiché il tebeo è venerato il 22 ottobre mentre esiste un altro san Candido di Roma. Ciò non significa quindi che sia il martire del 3 ottobre, in quanto il corpo di San Candido martire ad Ursum Pileatum riposa nell'altare maggiore della chiesa di San Salvatore in Campo.